# Serge & Christine Ghisoland
Serge & Christine Ghisoland (beide * 1946) sind ein belgisches Popduo. 

## Werdegang
1970 nahm das bis dahin unbekannte Ehepaar am belgischen Vorentscheid zum Eurovision Song Contest teil, der vom wallonischen Fernsehsender RTB unter dem Titel Chansons euro ’70 veranstaltet wurde. Sie konnten sich mit ihren beiden Titeln Lai lai lai und Nous serons toi et moi in den beiden Halbfinalrunden für das Finale qualifizieren, zogen aber den zweiten Titel zurück, um die Chancen auf einen Sieg zu erhöhen. Im Finale erreichten sie den vierten und damit letzten Platz.
1972 wurden sie vom Sender intern ausgewählt, Belgien beim Eurovision Song Contest zu vertreten. In einer Vorauswahl unter dem Titel Eurovision de la chanson stellten sie zehn Titel vor, von denen À la folie ou pas du tout per Postkarten- und Telefonabstimmung als Sieger bestimmt wurde. Beim Eurovision Song Contest 1972 in Edinburgh hatten sie kein Glück: sie belegten den 17. und damit vorletzten Platz. Das Lied wurde mit dem zweitplatzierten Vorentscheid-Titel Femme als B-Seite als Single veröffentlicht, war aber kein großer kommerzieller Erfolg. Es folgten keine weiteren Veröffentlichungen. Serge Ghisoland arbeitete später viele Jahre für das Plattenlabel Elvers, unter anderem mit Crazy Horse und Alain Delorme.

## Diskografie

### Alben
- 1972: Derrière mes carreaux

### Singles
- 1970: Lai lai lai / Nous serons toi et moi…
- 1972: À la folie ou pas du tout / Femme